# 第270号命令
第270号命令，由约瑟夫·斯大林以国防人民委员会主席身份于1941年8月16日签发。命令签发之时，德国军队已经深入苏联领土，取得了压倒性的成功，其成功的闪电战策略瓦解了苏联的国防系统，导致苏联数个师甚至集团军被包围，以至某些红军由于战前大清洗已显匮乏的指挥官的士气更加低落。此命令旨在提升指挥官的士气，尽管其方式显得十分野蛮。
命令开头举了一些部队抗击围困的例子，及军队指挥投降的案例。
第一条条款命令任何指挥官或政委“撕下勋章擅离职守或投降”者应当被视为恶意的逃兵。此命令要求上级就地枪毙这些逃兵。其家人将被逮捕。
第二条条款要求被围战士用任何可能的方式进行抵抗，要求其指挥员坚持组织抵抗；根据此命令，任何试图投降不抵抗者必须处决，他们的家人将被剥夺任何国家福利（和财政补贴）与救济。
此命令亦要求师级指挥员对战场上作战不利的指挥员予以降职，如有必要，甚至可就地枪决。
斯大林在命令的批示里宣称：“没有俄国战俘，只有叛徒。”